# 英語の音韻史
英語の音韻史（えいごのおんいんし）とは、英語の音韻の歴史である。
各節の変化の記述はおおまかには時代順になっている。
注: 略記は以下のような意味である:
- OE = 古英語
- PreOE = 古英語より前の時代
- ME = 中英語
- NE = 現代英語
- PG = ゲルマン祖語
- PrePG = ゲルマン祖語より前の時代
- NWG = 北ゲルマン語および西ゲルマン語
- OHG = 古高ドイツ語
- MHG = 中高ドイツ語
- NHG = 現代ドイツ語
- Goth = ゴート語
- PN = 北ゲルマン祖語
- ON = 古ノルド語
- OS = 古サクソン方言
- PIE = 印欧祖語

- ゴート族のスウェーデン南東からバルト海への移動は紀元1世紀に始まり紀元200年頃にはルーマニア南東部に至る。 (後に現在のウクライナにあたるクリミアに移動した東ゴート族と西方のイベリア半島に移動した西ゴート族に分かれる。)
- 高地ドイツ語につながるゲルマン人の南下は紀元260年に始まり、5世紀に再び起きる。
- アングル族、サクソン族などのブリテン島の移動は紀元450年ごろに始まる。

## ゲルマン祖語後期 (紀元0–200)
ゲルマン祖語の後期から紀元2世紀に西ゲルマン祖語に至る変化を扱う。
- 古期i-ウムラウト: /e/が次の音節の/i/あるいは/j/の影響で/i/になる。
  - これは弱母音が消失する前に生じたため、PIE /bereti/ > PG /bereθi/ > /beriθi/ > Goth [baíriθ] /beriθ/ "(he) carries"となる。
  - この変化で生じた/i/は後のi-ウムラウトを引き起こす。例：WG /beriθ/ > /biriθ/ > OE /birθ/ "(he) carries".
- A-ウムラウト: /u/が次の音節が狭母音でない場合/o/になる。
  - この変化は子音の後ろに鼻音を伴う子音群あるいはjを含む子音群がある場合には生じない。このためPG /gulda/ > OE/NE gold, PG /guldjanan/ > OE gyldan > NE gildとなる。
  - この変化によって新しく音素/o/が生じる。
- /x/の前の/n/が脱落し、母音の鼻音化と代償延長が生じる。
  - 鼻音化は古英語に至る前まで残ったが消失した。
  - このためPrePG /tongjonom/ > PG >  /θankjanan/ > OE þencan > NE thinkとなるが、PrePG /tonktoːm/ > PG /θanxtoːn/ > /θãːxtoːn/ > OE [þóhte] > NE thoughtとなる。
- 語末/n/が鼻音化（後に消失）と代償延長を起こして脱落する。このためPrePG /dʱogʱom/ > PG /dagam/ > PN /daga/ > WG /dag/ "day (単数体格"となる。
- 鼻音の前の狭母音化:鼻音＋子音の前で/e/ > /i/になる。PrePG /bʱendʱonom/ > PG /bendanan/ > /bindanan/ > OE bindan > NE bind (ラテン語 [of-fendō])。
  - この変化は /x/の前の/n/の消失より後に生じた。
  - この変化PreOEで鼻音の前の母音すべてに適用された。OE niman "取る"  OHG neman。
- /ei/ > /iː/ (紀元100年ごろ)。北ゲルマン祖語を表す古期ルーン文字には二字の区別が見られる。
- アクセントのない母音は弱化あるいは脱落する。仕組みは数百年かけて生じた複雑なものである。以下その第一段階にあたる特徴である:
  - ゲルマン祖語から引き継いだ語末の短母音は概ね消失した。[baíriθ] /beriθ/ "(he) carries" < PG /bereθi/
    - この変化は三音節以上の単語では広く生じた。二音節の単語では末尾の/a/と/e/は消失したが/i/と/u/は短音節 (短母音の後ろに子音が一つあるいはゼロ個つく場合)では影響を受けなかった。(1)PG /dagaz/ > Goth dags "day (nom. sing.)" (OE dæg), PIE /woida/ > PG /waita/ > Goth wáit "(I) know" (OE [wát]), PIE /woide/ > PG /waite/ > Goth "wáit" "(he) knows" (OE [wát]),(2) PIE /sunus/ > PG /sunuz/ > Goth sunus "息子 (単数主格)" (OE sunu), PIE /peku/ > PG /fehu/ > Goth faíhu /fehu/ "子牛 (単数主格)" (OE feohu), PIE /wenis/ >  PG /weniz/ > /winiz/ > OHG wini "友(単数主格)" (OE wine), PIE /poːdi/ > PG /foːti/ > PreOE /føːti/ > OE [fét] "足 (単数与格)".
    - 語末の/a/と/e/は二音節で/r/と/ns/を伴う場合には消失しなかった。PG /fader/ > NE father; PG /stainans/ > Goth stáinans "石 (複数対格）"。
    - 語末の/a/と/e/は二音節でも北欧祖語では消失しないPN /dagaz/, Goth dags "day (nom. sg.)".  PN /daga/, Goth dag "day (acc. sg.)".

  - 語末の長母音は短音化した。
    - しかし語末の/oː/はNWGで/u/、ゴート語で/a/になった。PG /beroː/ > early OE beru "運ぶ、一人称単数",Goth baíra; PG /geboː/ > OE giefu "贈り物 (単数主格)", Goth giba.

  - 語中の母音、一音節語の母音は変化しなかった。
  - いわゆる"超長母音"は短音化し長母音になった。以下のような変化があったかどうかは議論がある。
    - 伝統的な説では語末で隣接した二個の母音が縮合して長母音になったときに曲アクセント (ギリシア語のような) が生じ、この曲アクセントの母音は他の母音が短音化してからも長音と保ったとされる。
    - やや新しい説では二個の母音の縮合によって3モーラの母音が生じ、さらに語末の長母音は特定の子音 (/z/・/d/)の前で長音を保ったとされる。
    - このような説を立てる理由は語末の長母音のうち短音化したものとしなかったものがあることによる。単数主格/-oːn/ 一人称単数/-oːn/ < /-oːm/は短音化したが複数属格/-oːn/ < /-oːm/は長いまま留まった。  上記の両説は複数属格で母音型の活用(PIE /o/,/aː/, PG /a/,/oː/)あるいは母音幹による三モーラの長母音・曲アクセント/-ôːn/を仮定している。
    - 他に長音にとどまったとされるものに a語幹 ó語幹の複数主格/-ôz/ < early PIE /-o-es/,/-aː-es/、PrePG 単数奪格/-ôd/, /-êd/ (Gothic [ƕadrē] "whither", undarō "under")、 /ō/-語幹単数与格PG /gibâi/ > Goth gibái "gift" (しかし/a/語幹単数与格はPG /stainai/ > Goth staina "石")がある。

## 西ゲルマン語期 (紀元200–400)
- アクセントのない二重母音が単音化する /ai/ > /æː/, /au/ > /oː/。
  - このためPIE /sunous/ > PG /sunauz/ > Goth sunáus,  > PWG /sunoː/ > OE suna "son (gen. sing.)"; PIE /nemoit/ > PG /nemait/ > /nimait/ > Goth nimái, but > PWG /nimæː/ > OE nime "(he) takes (subj.)"; PIE (loc.?) /stoinoi/ > PG /stainai/ > Goth staina, but > PWG /stainæː/ > OE [stáne] "stone (dat. sing.)"; PIE (loc.?) /gʱebʱaːi/ > PG /gebâi/ > Goth gibái, but > PWG /gebæː/ > OE giefe "gift" (単数与格).
- /æː/は/aː/, [ɑː]になる。

- 語末の/z/が消失する。
  - この変化がロータシズムの生じる前に起きたことに注意されたい。
  - しかしこの変化は古ノルド語で語末の/z/が/r/になって保たれていることから北ゲルマン語と西ゲルマン語が分派した後に起きたものである。
- ロータシズム: /z/ > /r/.
  - この変化は北ゲルマン祖語にも起きるが北ゲルマン祖語の場合には年代や性質に異説がある。/z/と/r/は  ルーン文字の記録によって古ノルド語の時代にも区別されていたとされる (/z/の音に対して/r/のルーン文字を使った例が見られない)。
- 西ゲルマン語の二重子音化は前に短母音が来て後ろに/j/が続く/r/には生じない。
  - OEの複数主格/as/ (ME /s/, OS nominative plural /oːs/）はおそらく複数対格（/ans/）によるものである。（元来複数主格は/oːz/。 cf. ON 複数/ar/）

## 過渡期 (紀元400–475)
- 北海ゲルマン語の鼻音の消失: 摩擦音の前の鼻音が消失し代償延長が起きる。このためPG /munθaz/ > NG mund but OE [múþ], NE mouthとなる。
  - 一時的に鼻母音をともなって/ãː/ > /õː/となった。PIE /dontos/ > PG /tanθaz/ > OE [tóθ] "tooth". (NHG Zahn < OHG zant.)
- 新たに /ɑ/-/æ/の区別が生じる。
  - /ɑː/が/æː/になる (/w/が後に続く場合は異なる).
  - Fronting of /ɑ/ to /æ/ (後ろに二重子音が続く場合、後母音が後ろの音節にある場合などは異なる)。  このためOE dæg /dæj/ "day", plural dagas /dɑɣɑs/ "days" ( NE方言 "dawes"; compare NE "dawn" < OE dagung /dɑɣung/).  Gothic dags, 複数 [dagós]となる。
  - /ai/が/ɑː/になる。PG /stainaz/ > OE [stán] > NE stone。

## 古英語期(紀元475–900)
- 前母音の割れ
  - 一般的にいうと/x/, /w/, /r/ ＋子音, /l/ + 子音 の前でおきる。しかし母音によって異なる。
- /u/で終わる下降二重母音が変化し、 /ɪ̆ʊ̆/ 短い/æ/, /ɛ/, /ɪ/から,  長い/æː/, /eː/, /iː/から短い/æ̆ɑ̆/, /ɛ̆ɔ̆/,長い/æɑ/, /eo/, /iu/になる。 (ea, eo, ioは表記上は長短が区別されない。)
  - 方言、例えばアングル方言では二重母音でなく単後母音が現れる。West Saxon ceald,Anglian cald > NE cold.
- /ɪ̆ʊ̆/と/iu/は紀元800～900年ごろに/ɛ̆ɔ̆/と/eo/になる。
- 上記の変化で/au/は/æu/を経て/æa/になった。
  - PG /draumaz/ > OE [dréam] "愉悦" (cf. NE dream, NHG Traum).  PG /dauθuz/ > OE [déaþ] > NE death (Goth [dáuθus], NHG Tod).  PG /augoː/ > OE [éage] > NE eye (Goth [áugō], NHG Auge).
- /sk/はほとんどの音環境で/ʃ/になる。PG /skipaz/ > NE ship (cf skipper < Dutch schipper,変化していない).  PG /skurtjaz/ > OE scyrte > NE shirt, > ON skyrt > NE skirt.
- /k/, /ɣ/, /g/は前母音の前後で/ʧ/, /j/, /ʤ/になる。
  - これに似た変化はフリジア語にもある。
- 後母音は後ろの音節に/i/、/j/が含まれる場合前母音化する(i-ウムラウト。紀元500 年ごろ)。
  - i-ウムラウトはゴート語を除くゲルマン語の諸方言で起きる。現在のシュレースヴィヒ・ホルスタインの地域 (アングル族、サクソン族の故地)から広がったと思われる。
  - これにより新たに円唇前舌母音（/œ/, /øː/, /ʏ/, /yː/）が発生した。/œ/と/øː/はすぐに/ɛ/と/eː/に戻った。
  - 短二重母音は全て/ɪ̆ʏ̆/, 長二重母音は全て/iy/になった。 (この解釈には異説がある。この音はieと書かれ、伝統的に/ɪ̆ɛ̆/と/ie/であると解釈されてきた。)
  - 後期古英語ではこの二重母音は/ʏ/,/yː/に単音化される。
  - ウムラウトを引き起こした要素は後に語形に直接現れなくなる。 (/j/の消失、/i/の母音化)
- アクセントのない音節の弱化が進む:
  - /oː/が/ɑ/になる。
  - 後ろに長音節を伴う/ɪ/,/ʊ/は消失する。
- 口蓋性の二重母音化:語頭で/j/, /ʧ/, /ʃ/を含む音節では二重母音化が生じa > ea, e > ieになる。しかしこれが口蓋子音を表すための表記に過ぎないのなのか実際に二重母音で発音されたのかは議論がある。 (同じくOEではg, c, scの表記が/j/, /ʧ/, /ʃ/を表すのか/g/ or /ɣ/, /k/, /sk/を表すのか判然としない場合がある。)
  - 類似の変化として綴り上の慣習としてo > eo, u > eoがあることが知られている。/jung/ > OE geong /jung/ > NE "young"、もしgeongが文字通り/ɛ̆ɔ̆/であれば現代の語形は*yengとなっているはずである。
  - このような解釈に合致する中英語の例があるかどうかは議論がある。
- 語頭の/ɣ/は後期古英語で/g/になる。

## 後期古英語・中英語期 (紀元900–1400)
- /ld/, /mb/, /nd/, /rd/の前（おそらく/ng/, /rl/, /rn/も含む）の前の母音が長音化する。子音が三つ連続する場合は起きない。
  - 発生はおそらく紀元1000年ごろである。
  - 後に多くの母音が短音化して戻る。ただしオームの書では長音が一般的である。
  - この影響は現代英語のchild (ただしchildrenは第三の子音が続くため異なる), field (yield, wield, shieldなど), climb, find (mind, kind, bind,など), fiend, found （hound, boundなど)などの発音に見られる。
- 上の長音化を除き、母音の後ろに二個以上の子音が来た場合には母音が短音化する。
  - これには二段階あり、第一段階では三つ以上子音が来た場合に生じた。
- 古英語から引き継いだ狭母音の二重音は第二の成分が消失し、第一の成分が長音化することで単音化した。
- /æː/と/ɑː/は/ɛː/と/ɔː/になった。
- /æ/と/ɑ/は/a/に合流した。
- /ʏ/と/yː/ は唇の丸みを失い/ɪ/と/iː/になった。
- /ɣ/は母音に寄りかかって発音される場合に/w/か/j/に変わった。
- 上記によりこれにより新しく/w/と/j/を伴う二重母音が発生した。 
  - この二重母音の場合には長短の区別が消失した。
  - また/x/のに先行するときの渡り音/w/、/j/の挿入によっても二重母音が生じた。
  - 多くの二重母音はその後すぐに合流した。
- 第三音節の短音化: アクセントのある音節の後に音節二つ続いた場合、アクセントのある母音が短音化する。
  - このため現代英語のdivineとdivinity、southとsouthern (OE súðerne)のような差が生じた。
- 中英語の開音節の長音化:上記の短音化がおきる場合を除き、開音節の母音は長音化する (13世紀)。
- アクセントのない母音は曖昧母音/ə/に合流する。
- I語頭の/hɾ/, /hl/, /hn/の/h/が消失する。
- 有声摩擦音（古英語でf,þ,sの有声化したもの）は借用や音韻変化によって独立した音素になる。
- 後母音の前の/sw/は/s/になる。また/mb/は/m/になる。
  - 現代英語のsword, answer, lambに見られる。
  - ただしsworeの/w/はswearの類推による。

## 中英語・初期近代英語期(紀元1400–1600)
- 二重母音の消失
  - /ai/ (英語早期中に/ai/になった/ɛi/を含む) が大母音推移の前に/ɑː/になる。
  - /ou/ (中英語早期に/ou/になった/ɔu/を含む）が/oː/になり、その後/ei/が/eː/になる。
  - /au/が大母音推移の後/ɔː/になる。
  - /ɛu/と/iu/が合流。大母音推移ののち/juː/になる。
  - /ʊi/と/oi/が合流。よってjointとjoyは現在は同音である。
  - /ai/と/ei/が合流。よってrainとreinは現在は同音である。
  - /y/と/iu/ が合流。よってdewとdukeは現在は同音である。
  - /oi/はそのまま留まる
  - 北イングランド、イースト・アングリア、サウス・ウェールズ、ニューファウンドランドの一部の方言では単母音化が完全にならずpane/painやtoe/towの区別があるという。 (Wells 1982, pp. 192–94, 337, 357, 384–85, 498)
- /x/ (ghと書かれる) が多くの方言で消失。
- 大母音推移： 長母音の狭母音化・二重母音化
  - /ɑː/, /ɛː/, /eː/ が /ɛː/, /eː/, /iː/になる。
  - /ɔː/, /oː/が/oː/, /uː/になる。
  - /iː/, /uː/が/əi/、/əu/になり、後に/ai/に/au/になる。
  - /au/から新しく/ɔː/が生じる。（上記）
  - /ɔː/, /oː/, /uː/, /au/が順にずれるように変化している点に注意されたい。
  - /ɛː/, /eː/は再び/eː/, /iː/になり、続いて/eː/と/iː/が合流する。 ただし綴りではea, eeとして区別が保たれる。
- 語末の/ə/が消失する。
- /gn/が/n/になる。ただし綴りはそのまま保存される。
- /kn/が多くの方言で/n/になる。
- /wr/が多くの方言で/r/になる。
- 二重子音が単子音で発音されるようになる。

## 米語の分派(紀元1600–1725)
- 古英語の後のあるときに/r/がすべて/ɹ/になった。
  - 古英語では子音の前のみ/ɹ/であったと見られる。
  - スコットランド方言では/r/を保つ。
- 北イングランド方言を除いて/ʊ/が/ʊ/ (唇音の前で保たれる傾向がある)と /ʌ/（その他大部分）に分かれる。
- /ng/が大部分の方言で/ŋ/と発音されるようになる。
- /tj/, /sj/, /dj/, /zj/が口蓋化し/ʧ/, /ʃ/, /ʤ/,新音素/ʒ/ (例：measure, vision)が生じる。
  - この子音の並びはフランス語、ラテン語の借用語に現れる。
  - tionの発音は古フランス語の/sjon/を継いだ/sjən/であったがこのため/ʃən/になった。
- 部分的に長母音が閉音節で短音化した。 (現代英語head, breath, bread, bloodなど)
- Meetとmeatが大部分の方言で同音になった。
- 語末で母音＋/r/（＋子音）の場合に母音が影響を受ける。
  - startの/a/と northの/ɔ/が長音化する。
  - /ɛ/と/ɪ/と/ʌ/が合流する。このため現代でfern, fir,furは同音である。
  - 接辞がついた場合も影響を受けるためstarryとmarryでは同音でない。
  - スコットランド方言は影響を受けない。
- /a/（cat,trap）は多くの地域で[æ]と発音される。 
  - 語末では/ɔː/になるものもある。現代英語のtall, talk, bald, saltなどはこれに当てはまるが、  -almでは/ɑ/、-alfでは/æ/になる。
  - /alm/から新しく音素 /ɑ/が生じる。 (calm /kɑm/,father /fɑðə(ɹ)/）
  - 北イングランド、ウェールズ、スコットランドではcat, trapなどの音は[a]のまま留まる。
- /lk/, /lm/, /lf/の/l/が消失する（上記）。
- 大部分の方言でpaneとpainが同音になる。
- 大部分の方言でtoeとtowが同音になる。

- 方言によっては有声軟口蓋音(/ŋ/, /g/)、無声摩擦音（/s/, /f/, /θ/)の前の/ɔ/  が長音化する。このため米語ではlong, log, loss, cloth, offは/ɔː/を伴う。

## 近代20世紀まで (紀元1725–1900)
- 母音の後ろのrの発音が分化:イングランド南部方言で音節末の/ɹ/が消失。代わりにrが母音化し/ɛə/ (square), /ɪə/ (near), /ɔə/ (force), /ʊə/ (cure), /ɜː/ (nurse)の二重母音が発生。

- 北米でlot, botherの/ɒ/がfatherの/ɑ/と同音になる。
  - これはニューヨーク・ニュージャージー州方言やボストン方言等ニューイングランド地方では起きない。 (Wells 1982, pp. 245–47)
  - ノーウィッチ、ウェスト・カントリーでEME /ɒ/の脱円唇化が見られるがはっきりとは同化していない。 (Wells 1982, pp. 339–40, 419)

- 南イングランドで/s/, /f/, /θ/, /n/, /m/の前の/æ/が/ɑː/になる。
  - これにより容認発音ではpass, glass, grass, classは母音が/ɑː/であるがmass, crassでは/æ/と発音される。 (アメリカ、北イングランド、スコットランドでは六語とも同音である。)
- 主にイギリス（一部アメリカも）で/hw/・/ʍ/が/w/になり、whineとwineが同音で発音される。
- 米豪で特定の環境であると/t/、/d/が弾音の[ɾ]で発音される。
  - 大概は母音の間（[ɹ̩], [l̩], [m̩]も含む）にあり後ろの音節にアクセントがない場合に起きる。
  - しかし米語で[n̩]の前では起きない。例：cotton [kɑʔn̩]。
- happyのように語末の緩んだ[ɪ]が[i]と発音される。
- /aɪ/と/ɔɪ/が混同される。

## 1900年以後
むらがありまだ定着していない。
- 米語の方言で/æ/が[eə]と発音される。
- 豪語で特定の単語が/æ/を[æː]と発音する。
- グラスゴーの若年層ではスコットランド方言のlochの/x/を/k/と発音する人がいる。,
- 米国で鼻音の前の/ɛ/ が/ɪ/と発音される。南部方言から始まったもので昨今急速に広がっている。
- /t/が[ʔ]と発音される。

## 参照
- グーテンベルク・プロジェクトよりフランシス・ガマー訳現代語ベーオウルフ
- John C. Wells (1982). Accents of English. Cambridge: Cambridge University Press. ISBN 0-521-22919-7 (vol. 1), ISBN 0-521-24224-X (vol. 2), ISBN 0-521-24225-8 (vol. 3)